# Betsey Wolff
Betsey Wolff (ur.  1937 – Dallas) – amerykańska brydżystka.
Betsey Wolff występowała też jako Betsey Lazard. Mężami jej byli znani brydżyści: Sidney Lazard oraz Robert Wolff.

## Wyniki brydżowe

### Zawody światowe
W światowych zawodach zdobyła następujące lokaty:
| Mistrzostwa Świata. Konkurencja teamów | Mistrzostwa Świata. Konkurencja teamów | Mistrzostwa Świata. Konkurencja teamów | Mistrzostwa Świata. Konkurencja teamów | Mistrzostwa Świata. Konkurencja teamów | Mistrzostwa Świata. Konkurencja teamów |
| Rok                                    | Miejsce                                | Zawody                                 | Kategoria                              | Drużyna                                | Pozycja                                |
| -------------------------------------- | -------------------------------------- | -------------------------------------- | -------------------------------------- | -------------------------------------- | -------------------------------------- |
| 1972                                   | Miami Beach                            | 3. Olimpiada Par                       | Miksty                                 | Jacoby                                 | 1                                      |

## Klasyfikacja
- Betsey Wolff – klasyfikacja WBF (ang.)